# Jerzy Czaplewski
Jerzy Czaplewski (ur. 25 marca 1943 w Zdrojach) – polski lekkoatleta, długodystansowiec.
Specjalizował w biegu na 3000 metrów z przeszkodami. Wystąpił w tej konkurencji na mistrzostwach Europy w 1966 w Budapeszcie, ale odpadł w eliminacjach.
Był wicemistrzem Polski w biegu na 3000 metrów z przeszkodami w 1966.
Rekordy życiowe:
- bieg na 3000 metrów – 8:14,2 (12 maja 1968, Bydgoszcz)
- bieg na 3000 metrów z przeszkodami – 8:44,8 (26 maja 1968, Bydgoszcz)[4]

Był zawodnikiem Zawiszy Bydgoszcz.